# سلسلة سحرية (مساعدة علاجية)
السلسلة السحرية هي مساعدة علاجية نفسية تستخدم في العلاج الإشعاعي للأطفال أقل إجهاداً. وبدون استخدامه، يحتاج العديد من الأطفال إلى تخدير عام من أجل تلقي العلاج.

## الخلفية
يجب أن يكون المرضى الذين يتلقون العلاج الإشعاعي بمفردهم داخل غرفة مبطنة بالرصاص، لأنهم فقط يمكن أن يتعرضوا للإشعاع، ويجب عليهم أيضًا أن يظلوا مستمرين خلال العلاج، مع تحقيق الجمود اللازم من خلال استخدام قناع العلاج الإشعاعي يغطي الوجه والكتفين ويتم تثبيته على سرير العلاج. كثيرًا ما يعثر مرضى البالغين على هذا المرض خانق، ويمكن أن يكون محزنًا بشكل خاص للأطفال الصغار. وبالتالي، فإن العديد من المرضى الشباب يحتاجون إلى التخدير باستخدام مخدر عام من أجل تلبية متطلبات العلاج الإشعاعي.

## التنفيذ
تم تعلم استخدام السلسلة السحرية، ببساطة كرة متعددة الألوان من الخيوط، في عام 2007 من قبل Lobke Marsden ، اختصاصي ألعاب في وحدة Bexley Wing للأورام بمستشفى جامعة سانت جيمس في ليدز، كحل منخفض التكلفة لمشكلة صعوبات الأطفال مع العلاج الإشعاعي. يتم وضع نهاية واحدة من السلسلة من قبل المريض والنهاية الأخرى من قبل الوالدين. في عام 2017، أخبر مارسدن إلين وولرك من هافينغتون بوست.
«تُعد السلسلة مثالية للأطفال الذين يحتاجون حقًا إلى هذا التواصل مع والديهم. غالبًا ما يعطونهم بعض الشد والجذب، ويعيد الوالدان إعادته من الغرفة الأخرى ليعلم الطفل أنه على حق هناك معهم»، مضيفًا «وقد ثبت أنها أرخص وأحد أفضل القطع من» المعدات«التي نمتلكها.»
كتبت راشيل كلارك في صحيفة الجارديان في يونيو 2018، «رخيصة مثل الرقائق والخيوط الثمينة التي لا تقدر بثمن، تم إنشاؤها ليس من أجل الربح أو الربح الشخصي - ولكن ببساطة لأن شخص ما يهتم».